# Aralidiaceae
Aralidiaceae é o nome botânico d uma família de plantas dicotiledóneas. Esta família é aceite pelo sistema APG (1998) e pelo sistema APG II (2003), mas o APWeb [19 dez 2006] não aceita esta família e inclui os seus membros na família Torricelliaceae.
A família é composta por uma única espécie, Aralidium pinnatifidum, de porte arbóreo e originária do Sudoeste da Ásia.